# Футбольная федерация Афганистана
Футбольная федерация Афганистана (АФФ) — высший орган, управляющий футболом в Афганистане. АФФ организует Чемпионат Афганистана по футболу и отвечает за набор и организацию национальной сборной страны по футболу. Федерация основана в 1922 году. Является членом ФИФА с 1948 года и Азиатской конфедерации футбола с 1954. Футбол в Афганистане стал развиваться активнее после падения режима талибов в 2001 году.